# Oniferi
Oniferi (en sard, Onieri) és un municipi italià, dins de la província de Nuoro. L'any 2007 tenia 959 habitants. Es troba a la regió de Barbagia di Nuoro Limita amb els municipis de Benetutti (SS), Bono (SS), Orani i Orotelli. És un dels centres més importants del cantu a tenore, inscrit al Patrimoni de la Humanitat per la UNESCO.

## Administració
| Període | Identitat             | Partit        |
| ------- | --------------------- | ------------- |
| 2005-   | Mario Salvatore Piras | Llista Cívica |